# Agiochóri (ort i Grekland, Östra Makedonien och Thrakien)
Agiochóri är en ort i Grekland.   Den ligger i prefekturen Nomós Rodópis och regionen Östra Makedonien och Thrakien, i den nordöstra delen av landet, 400 km nordost om huvudstaden Aten. Agiochóri ligger 215 meter över havet och antalet invånare är 226.
Terrängen runt Agiochóri är kuperad österut, men västerut är den platt. Runt Agiochóri är det ganska glesbefolkat, med 40 invånare per kvadratkilometer. Närmaste större samhälle är Sápes, 9,6 km sydväst om Agiochóri. 